# Niwka (Zabrnie)
Niwka – przysiółek wsi Zabrnie w Polsce położony w województwie podkarpackim, w powiecie tarnobrzeskim, w gminie Grębów.
W latach 1975–1998 przysiółek administracyjnie należał do województwa tarnobrzeskiego.